# Danú
Danú es un grupo de música tradicional irlandesa, música folk y celta; fundado en Waterford, Irlanda, en 1994 por Donnchadh Gough, Dónal Clancy, Daire Bracken y Benny McCarthy. Su nombre hace referencia a la diosa celta Dana.
En 1995 participaron en el Festival Intercéltico de Lorient y en 1997 publicaron su primer disco, Danú. En el año 2000 lanzaron su segundo álbum, Think Before You Think, que fue elegido el mejor disco de música tradicional de ese año por la revista Irish Music. En 2001 y 2004 recibió el premio al mejor grupo tradicional en los BBC Radio 2 Folk Awards. En 2004 recibieron también el premio a la mejor canción original por su interpretación del tema County Down, compuesto por Tommy Sands y publicado en el disco The Road Less Travelled.

## Discografía
- Danú (1997)
- Think Before You Think (2000)
- All Things Considered (2002)
- The Road Less Travelled (2003)
- Up In The Air (2004)
- When All Is Said and Done (2005)
- One Night Stand (DVD - 2005)
- Seanchas (2010)
- Buan (2015)